# Uniwersytet Świętych Cyryla i Metodego w Trnawie
Uniwersytet Świętych Cyryla i Metodego w Trnawie (Uniwersytet św. św. Cyryla i Metodego w Trnawie; słow. Univerzita svätého Cyrila a Metoda v Trnave, Univerzita sv. Cyrila a Metoda v Trnave; łac. Universitas Sanctorum Cyrilli et Methodii Tyrnaviae; ang. University of SS. Cyril and Methodius in Trnava; skrótowiec: UCM) – publiczna szkoła wyższa na Słowacji, założona 27 czerwca 1997 roku, z siedzibą w Trnawie.

## Wydziały
- Wydział Filozoficzny (Filozofická fakulta)[6]
- Wydział Komunikacji Masowej (Fakulta masmediálnej komunikácie)[6]
- Wydział Nauk Przyrodniczych (Fakulta prírodných vied)[6]
- Wydział Nauk Społecznych (Fakulta sociálnych vied)[6]
- Instytut Fizjoterapii, Balneologii i Rehabilitacji Terapeutycznej w Pieszczanach (Inštitút fyzioterapie, balneológie a liečebnej rehabilitácie v Piešťanoch)[6]